# Aud Haakonsdottir z Lade
Aud Haakonsdottir z Lade byla podle legend manželka švédského krále Erika Vítězného.
Podle Eymundovy ságy se Erik po rozluce s manželkou Sigrid podruhé oženil s ženou jménem Auð, dcerou Haakona Sigurdssona, vládce Norska. Není známo, kdy přesně se měla narodit nebo kdy došlo ke sňatku s Erikem. Manželství nikdy nebylo historiky potvrzeno a spekuluje se o tom, že pokud Aud skutečně žila, mohla být Erikovou milenkou nebo jeho manželkou jen na krátký čas ke konci jeho života (zemřel nejspíš v roce 995).